# Тільт
Тільт — покерний термін, що означає стан розумового або емоційного збентеження, або розчарування, через яке гравець приймає неоптимальну стратегію, що зазвичай призводить до надмірної агресії гравця.
Введення опонента в тільт або боротьба зі своїм тільтом — важливий аспект покеру. Тільт — відносно часте явище, яке, в більшості випадків, відбувається через розчарування, гнів на інших гравців або через невдачі.
Можливим варіантом походження слова «тільт» може бути відсилання до нахилу (тільта) автомата для гри в пінбол. Розчарування від того, що м'яч не потрапляє до лапок (фліпперів) пінбольного автомата, може призвести до того, що гравець фізично нахилить автомат, щоб направити м'яч до лапок. Однак при цьому в деяких іграх блиматиме слово «нахил» і лапки перестануть працювати, через що м'яч повернеться у вихідну позицію. Як і в покері, така ситуація викликає гнів через розчарування та призводить до згубних наслідків для ігрових навичок.
Спочатку термін «Тільт» стосувалось покеру, але останнім часом він став звичайним терміном і в інших іграх, особливо в шахах і кіберспорті. Тільт у кіберспорті змушує гравців «втрачати контроль через гнів».